# Casa do Monte dos Troviscais
A Casa do Monte dos Troviscais, igualmente conhecida como Casas da Cerca, é uma unidade de turismo rural na freguesia de São Luís, no Município de Odemira, na região do Alentejo, em Portugal.

## Descrição
O complexo situa-se na Herdade de São Nuno, nas imediações da localidade de Troviscais, na freguesia de São Luís. Localizam-se perto do Rio Mira, numa área rural integrada no Parque Natural do Sudoeste Alentejano e Costa Vicentina.
Consiste numa unidade de turismo rural, composto por três edifícios: a Casa da Adega, a Casa do Tanque e a Casa do Pomar. O maior é a Casa da Adega, com dois pisos, sendo o rés-do-chão ocupado pelos lavabos, a sala de refeições e a cozinha, enquanto que no primeiro andar encontra-se um quarto e uma sala de estar. Tanto a Casa do Tanque como a Casa do Pomar possuem apenas uma divisão cada uma, além dos lavabos. Além dos edifícios em si, também se destacam os elementos dos antigos tanques de rega, que foram igualmente recuperados no âmbito do programa de restauro do local.

## História
O agrupamento do Monte dos Troviscais foi construído originalmente em meados do século XX, sendo nessa altura uma propriedade rural. O edifício conhecido como Casa da Adega tinha originalmente esta função, e servia igualmente como sítio de pernoita para o proprietário, enquanto que a Casa do Tanque era utilizada como arrecadação e abrigo para coelhos, e a Casa do Pomar servia como abrigo para porcos.
As casas foram recuperadas e adaptadas para uso turístico pela arquitecta Graça Jalles, que fixou residência no Alentejo em 1998. No programa de recuperação foram aplicados técnicas e materais de construção tradicionais, principalmente a taipa, tendo-se recuperado a traça original. O primeiro imóvel a ser reabilitado foi a antiga adega, tendo sido conservadas as paredes que tinham sido construídas originalmente em taipa, enquanto que as em alvenaria de tijolo foram substituídas por taipa. A antiga arrecadação foi convertida numa cozinha, e o espaço da adega foi transformado em sala de refeições. O segundo piso original foi totalmente demolido e reconstruído em taipa, tendo sido dividido em dois compartimentos, correspondentes a um quarto e sala de estar. Depois foi intervencionada a Casa do Tanque, que foi totalmente reconstruída devido ao estado de ruína das suas paredes de taipa, tendo as obras sido concluídas em 2011. O último imóvel a ser alvo do processo de recuperação foi a Casa do Pomar, que também foi totalmente reconstruído, tendo os trabalhos terminado em 2014. Devido às suas reduzidas dimensões foi o edifício que sofreu mais alterações em relação à estrutura primitiva.

## Leitura recomendada
- BASTOS, Alexandre (2005). Arquitectura Contemporânea na Costa Alentejana. Arquitetura de Terra em Portugal. Lisboa: Argumentum. p. 154-161